# Ibrahim Dönmez
Ibrahim Dönmez, né le 18 septembre 1971 à Bayrampaşa (Istanbul), est un homme politique belge d'origine turque membre du Parti socialiste. Il est député au Parlement de la région de Bruxelles-Capitale, président de la Commission de la santé et de l'aide aux personnes et conseiller communal à Schaerbeek.

## Biographie
Ibrahim Dönmez est né à Bayrampaşa (Istanbul) le 18 septembre 1971.

### Formation
Il est diplômé en kinésithérapie de l'Université libre de Bruxelles.

### Carrière professionnelle
Il a exercé comme kinésithérapeute durant 25 ans en privé, clinique et milieu hospitalier avant de se consacrer entièrement à son activité de député à partir de juin 2019.

### Carrière politique
En 2004, il adhère au PS et est élu conseiller communal à Schaerbeek en octobre 2006.
Il est désigné membre du conseil de police de la zone de Bruxelles-Nord (Schaerbeek-Evere-Saint-Josse-Ten-Noode).
Entre 2010 et 2019, il siège comme administrateur dans différentes entreprises/structures publiques régionales (SBGE, IRIS, STIB).
En Juin 2019, il est élu député au Parlement de la région de Bruxelles-Capitale et est désigné président de la Commission de la santé et de l'aide aux personnes.
Il assure également la présidence de la commission délibérative consacrée au sans-abrisme et au mal-logement en Région bruxelloise et est également membre de la commission de la mobilité ainsi que de la commission spécial Covid.

## Mandats politiques
- Depuis 2006 : Conseiller communal à Schaerbeek;
- Depuis 2006 : Conseiller à la zone de police Schaerbeek-Evere-Saint-Josse-ten-Noode;
- Depuis 2019: Député au Parlement de la Région de Bruxelles-Capitale ;
- 2010 - 2018 : Membre du conseil d'administration de la SBGE ;
- 2010 - 2019 : Membre du conseil d'administration d'IRIS;
- 2010 - 2019 : Membre du conseil d'administration de la STIB;